# Geschiedenis van Zeeland

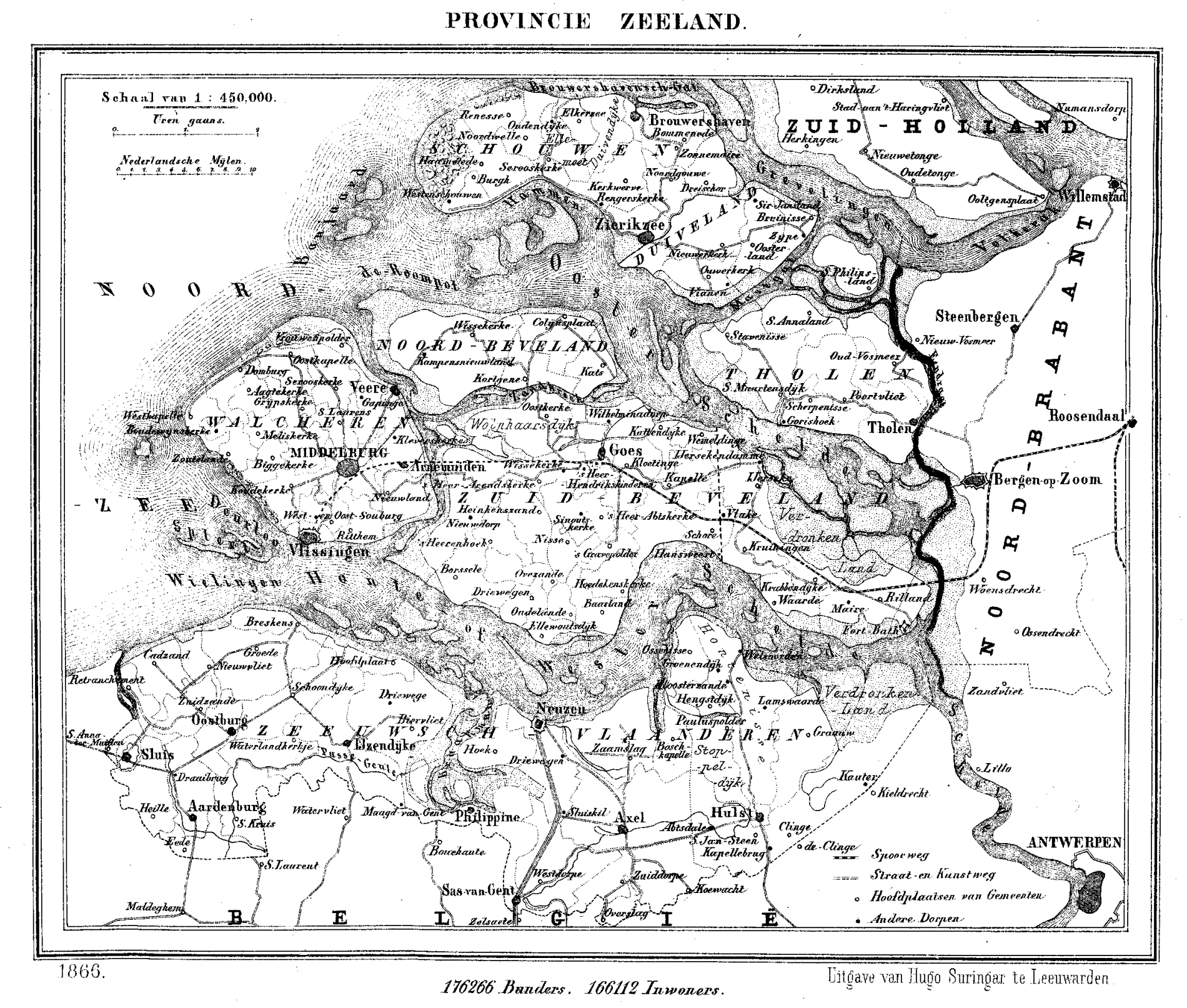
Zeeland in de 19e eeuw

De geschiedenis van Zeeland begint enkele tienduizenden jaren geleden. Na de laatste ijstijd kwam Nederland omhoog, waardoor grote stukken grond droog kwamen te liggen. Door het koude klimaat groeide er vrijwel geen vegetatie, en was Zeeland een zandvlakte. Rivieren uit het binnenland van Europa, zoals de Schelde en de Maas, zorgen ervoor dat Zeeland werd verdeeld in verschillende eilandjes. Mede door de rivieren en de diverse stormvloeden werden die eilandjes steeds kleiner.

## De eerste mensen in Zeeland
Ongeveer 15.000 jaar geleden begon de mens zich te vestigen in Zeeland. Dit heeft men enkele jaren geleden vastgesteld, na de vondst van een stenen bijl in het Zeeuws-Vlaamse Cadzand. De vondst van de bijl op die plaats is te verklaren, omdat Cadzand is gelegen op een soort zanderige, lange heuvelrug van oost naar west. Op die heuvelrug was men beter beschermd tegen de zee. Ook andere voorwerpen werden gevonden in de heuvelrug, waaronder stenen pijlpunten uit omstreeks 9000 jaar voor Christus.
Rond 4.500 voor Christus begon de landbouw in Zeeland op te komen. De veeboeren woonden op de hoger gelegen veengronden, en maakten hun aardewerk zelf, of lieten het maken in de Rijnstreek of Lotharingen.

## Romeinse tijd

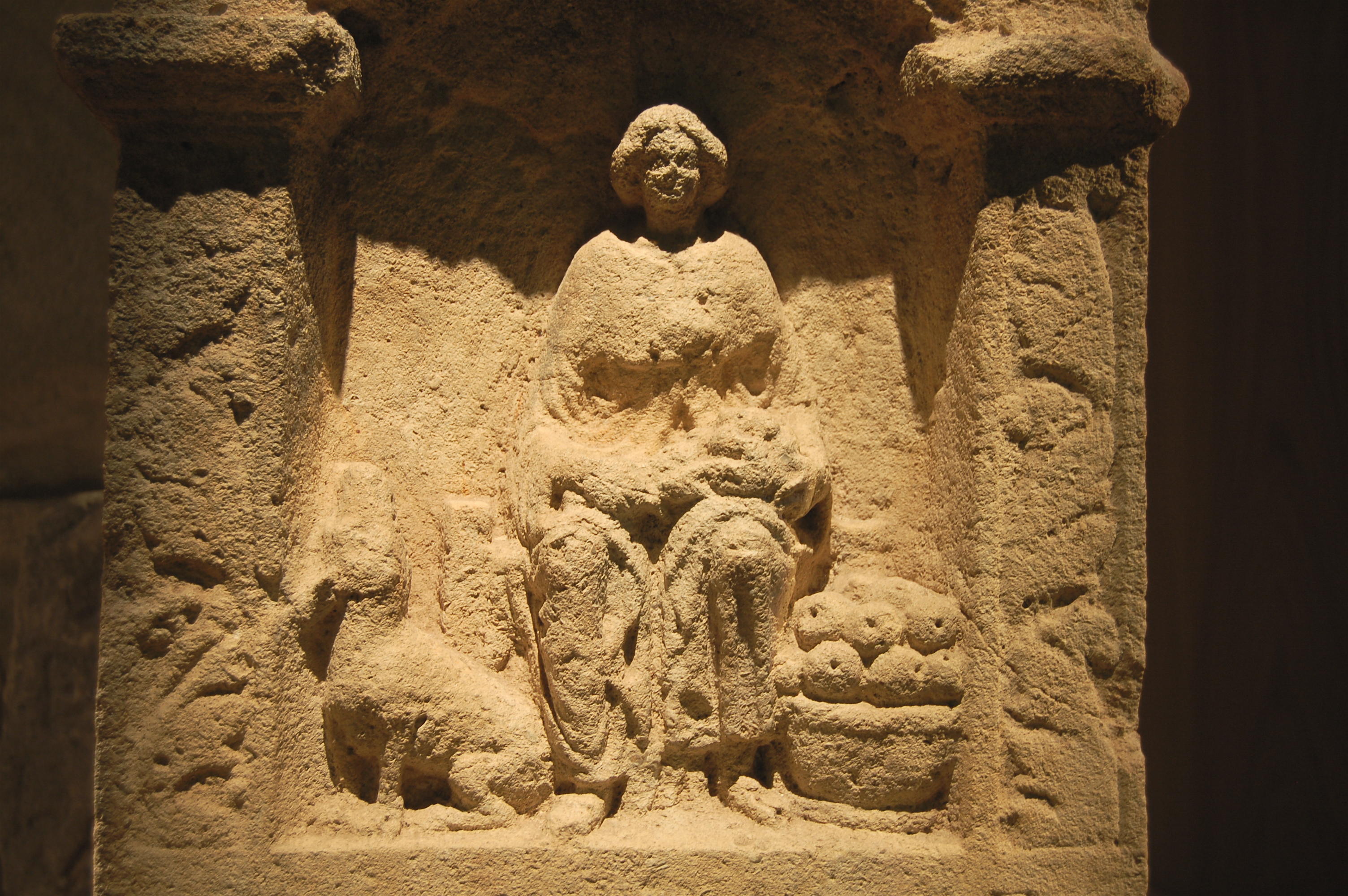
Votiefsteen aan de godin Nehalennia 150-250 na Chr

Rond het begin van de jaartelling werd Zeeland een belangrijk handelsgebied, mede doordat de Romeinen zich rond die tijd in Zeeland gingen vestigen. In de handel speelde het plaatsje Domburg op Walcheren een belangrijke rol. Hier werd de godin Nehalennia vereerd. Een andere Zeeuwse plaats uit deze periode was de nederzetting Ganuenta.
In 300 na Christus vond een grote overstroming plaats, waardoor Zeeland grotendeels overstroomde. De meeste inwoners trokken weg uit het gebied, alleen in de duinen vond mogelijk nog bewoning plaats. In 1647 zijn namelijk in de duinen resten gevonden van een tempel. Deze kwam bloot te liggen na een hevige storm.

## Vroege middeleeuwen
Pas jaren later kwamen er weer mensen naar Zeeland. Zij dreven intensief handel met de Engelsen, vaak vanuit Domburg. Domburg heette in die tijd waarschijnlijk Walacria.
Vanaf het jaar 850 hadden de Vikingen Walcheren korte tijd in bezit. Na het vertrek van de Vikingen besloot men op grote schaal verdedigingsburgen te bouwen in Oostburg, Oost-Souburg, Middelburg, Domburg en Burgh. Deze burchten waren onderdeel van een uitgebreide verdedigingslinie die liep vanaf de Franse kust tot Texel.

## Middeleeuwen
Zeeland stond aanvankelijk bekend onder de Latijnse naam maritima loca, letterlijk plekken aan zee. Tussen 1162 en 1189 werd de naam Zeelandia voor het eerst gebruikt. In dit gebied bevonden zich drie gouwen, Scaldis, Walachria en Bevelandia (Noord-Beveland en Zuid-Beveland).
Vanaf de 11e eeuw werden veel gebieden in Zeeland ingepolderd. Dit werd gedaan in opdracht van de Vlaamse abdijen die Zeeland grotendeels in handen hadden. Het bouwen van dijken kostte veel moeite, omdat er geen goed gereedschap was. Langzaam werden de eilanden door inpoldering wat groter. Op de schorren en slikken werden schapen gehouden. Door de wol ontstond er wolhandel. Rond die tijd speelden abdijen en kloosters een belangrijke rol in het leven in Zeeland. De monniken zorgen ervoor dat de landbouw geordend verliep. Hierdoor nam de handel en dus de welvaart toe.
De bevolking groeide; in de 12e en 13e eeuw ontstonden er veel dorpen. De dorpen waren alleen belangrijk wanneer er een kerk stond. Middelburg kreeg stadsrechten in 1217, uitgereikt door Johanna van Constantinopel, gravin van Vlaanderen, en Willem I, graaf van Holland. Rond die tijd ontstonden de waterschappen. Omdat er verschillende eilanden waren, was er niet een bepaalde taal die in heel Zeeland werd gesproken.

## Strijd tussen Vlaanderen en Holland
Zeeland werd al lang betwist door de graven van Vlaanderen en Holland. In 1012 werden door keizer Hendrik II Zeeland Bewestenschelde en het gebied dat later de Vier Ambachten zou worden, beleend aan Boudewijn IV van Vlaanderen. Zeeland Beoostenschelde stond toen al onder invloed van de graaf van Holland. In deze periode had Vlaanderen een goede band met Holland. De Vlaamse graaf Robrecht de Fries hielp zelfs zijn stiefzoon Dirk V van Holland in de strijd voor de herovering van diens graafschap op de bisschop van Utrecht, Willem van Gelre.
Door de Investituurstrijd viel het gebied vanaf 1076 echter onder de graaf van Holland, als leen van Vlaanderen. Dit leidde tot verschillende schermutselingen tussen Floris III van Holland en Filips van de Elzas, graaf van Vlaanderen. Floris III begon tol te heffen bij Geervliet wat de Vlaamse handel op het Rijnland belemmerde. Daarnaast liet hij Vlaamse schepen kapen en maakte met de heer van Beveren aanspraak op het Waasland. Filips van de Elzas greep in 1158 in en Floris III moest zich onderwerpen aan Filips. In 1166 stelde Floris III de tol bij Geervliet weer in, waarop Filips wederom ingreep en Floris gevangennam. Deze moest hierdoor het in 1167 overeengekomen Verdrag van Brugge accepteren, waardoor de Vlaamse kooplui in Holland rechten kregen over Zeeland. Dit verdrag bepaalde de situatie in Zeeland voor meer dan een eeuw. Er werd in bepaald dat Zeeland Bewestenschelde geregeerd werd als condominium, waarbij de soevereiniteit gedeeld werd door Vlaanderen en Holland. In de 12e eeuw had Vlaanderen dus de overhand, maar met het groeien van de Hollandse macht verschoof dit in de 13e eeuw.

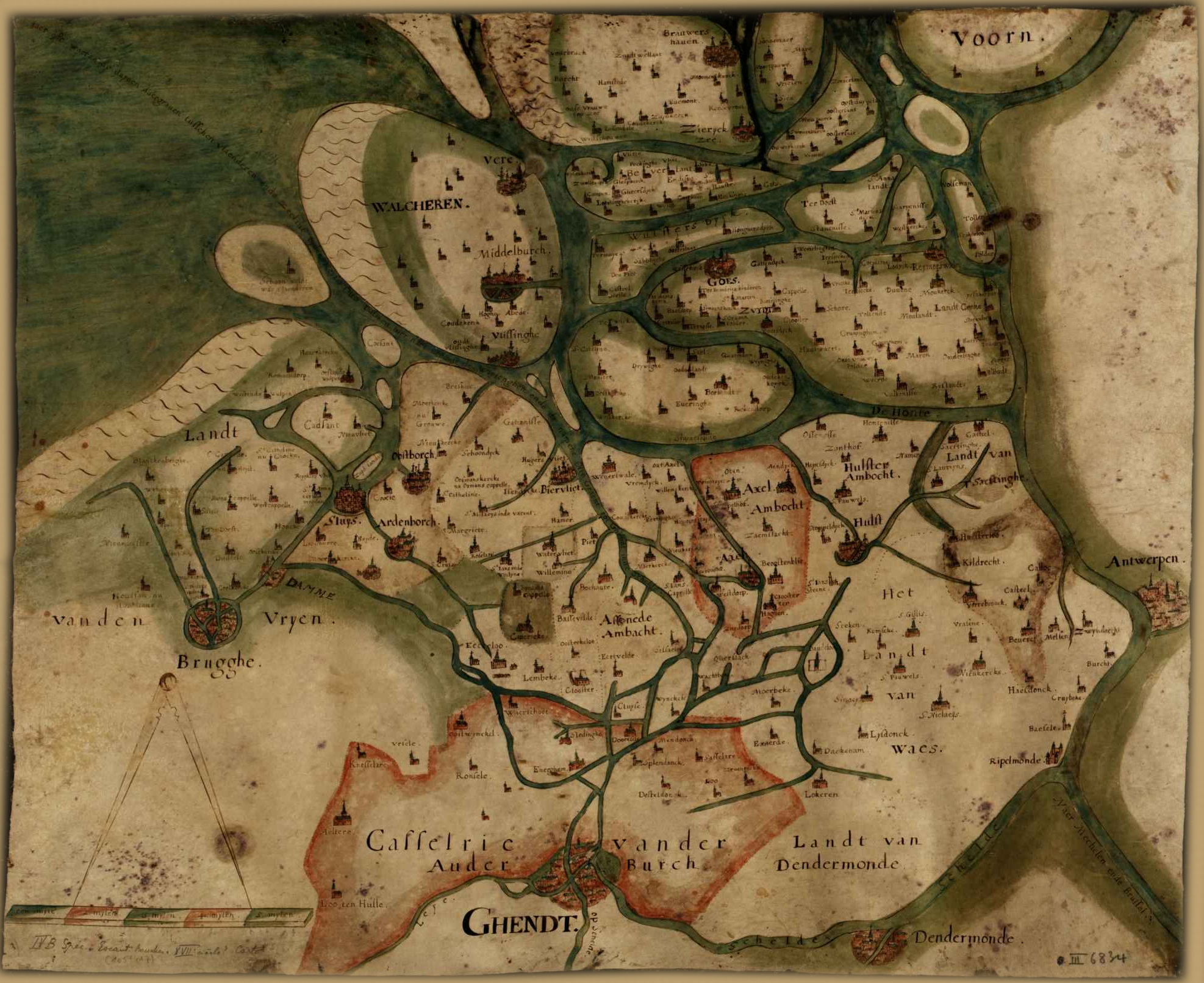
Zeeland 1274

In 1253 kwam het tot de Slag bij Westkapelle. Gwijde van Dampierre leed hierbij een nederlaag in de strijd met zijn halfbroers Jan en Boudewijn van Avesnes. Op 24 september 1256 werd na uitspraak van de Dit de Péronne, een arbitrage onder koning Lodewijk IX van Frankrijk bepaald dat de Hollandse graaf nog steeds leenhulde moest afleggen aan de Vlaamse graaf voor Zeeland Bewestenschelde, maar er geen sprake meer was van een condominium. Op 2 oktober 1256 wist Otto II van Gelre Margaretha II van Vlaanderen en Floris de Voogd tot het Verdrag van Brussel te bewegen, waarbij Zeeland aan Holland toekwam. Haar zoon, Gwijde van Dampierre, bleef dit echter aanvechten.
Nadat in 1302 het Franse leger van Filips de Schone verslagen was in de Guldensporenslag, kon Gwijde van Dampierre, graaf van Vlaanderen, zich richten op de zoon van zijn oude rivaal, Jan II van Avesnes, graaf van Holland en Henegouwen. Door de dood van Jan I van Holland in 1299 kwamen de leenrechten van Zeeland Bewestenschelde door vererving in bezit van de Henegouwse graven. Jan II van Avesnes had in de Guldensporenslag meegestreden met de Fransen. In februari 1303 werd het offensief in Henegouwen begonnen. Lessen werd op 2 april veroverd en met 22 dorpen in de omgeving in brand gestoken. De Vlamingen veroverden uiteindelijk heel Walcheren en de overige Zeeuwse eilanden. Slechts Zierikzee wist stand te houden. Begin juli werd een wapenstilstand gesloten, waarbij graaf Jan II de eilanden tot aan de Maas afstond aan Gwijde van Namen, met uitzondering van Zierikzee, dat echter niet mocht worden versterkt.
Na wat plundertochten in het noorden van Frankrijk door de Vlamingen zegden zij in het voorjaar van 1304 het bestand op met Holland. De Vlamingen trokken om Zierikzee Holland en Utrecht binnen, waarna Jan II van Brabant zich bij de Vlamingen aansloot. Alleen Dordrecht en Haarlem hielden stand. Witte van Haamstede, de bastaardzoon van graaf Floris V, wist de Hollandse steden echter weer aan de zijde van de zoon van Jan II, Willem III van Holland, te brengen, waarna de Vlamingen zich terugtrokken uit Holland. Hierop volgde het Vlaams Beleg van Zierikzee. Zierikzee hield stand, maar dreigde te verhongeren.
Op 10 en 11 augustus 1304 vond de Slag bij Zierikzee plaats. Dit resulteerde in een Frans-Hollandse overwinning, waarna de Vlamingen het beleg ophieven. Een week na de slag versloeg het grote landleger van Filips de Schone de Vlamingen in de Slag bij Pevelenberg. Uiteindelijk zag de graaf van Vlaanderen bij de Vrede van Parijs van 1323 af van aanspraken op Zeeland en erkende de graaf van Henegouwen en Holland als graaf van Zeeland.

## 16e eeuw en Tachtigjarige Oorlog

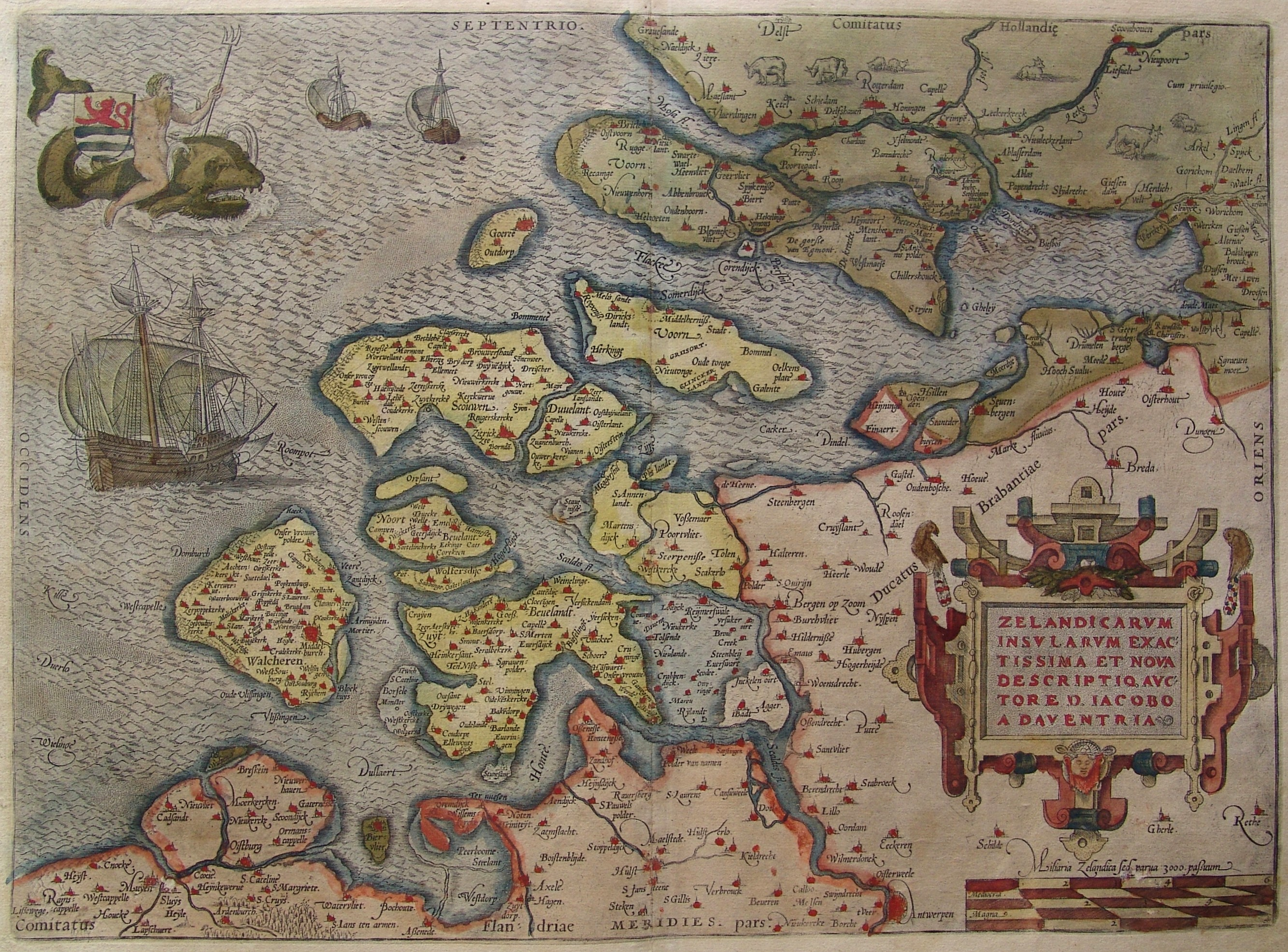
Zeeland 1580

In de 16e eeuw nam de handel opnieuw toe, maar er waren ook veel oorlogen en watervloeden. Bij de Sint-Felixvloed van 5 november 1530 verdwenen zeer grote delen van Zeeland, waaronder Noord-Beveland, Borssele en Sint Philipsland voor lange tijd onder water. Sommige gebieden zijn zelfs helemaal niet meer boven water gekomen, zoals het Verdronken Land van Zuid-Beveland.
Aan het einde van de 16e eeuw was het gebied in oorlog met Spanje. Middelburg viel in 1574 in handen van Willem van Oranje. Veel kloosterlingen verlieten Zeeland, maar er verhuisden ook veel Vlamingen naar het gebied, mede door de Val van Antwerpen in 1585. Toen Brussel in handen viel van de koning hadden de Staten-Generaal zich naar Antwerpen verplaatst. Nadat de Staten-Generaal zich, in 1583, in de Noordelijke Nederlanden hadden gevestigd, kwamen zij aanvankelijk in Middelburg bijeen. Vanaf 1585 werd Den Haag de vergaderplaats.
Zeeland verzette zich hevig tegen een vrede met Spanje, zoals nagestreefd door Holland. De Staten in Middelburg oriënteerden zich op de Staten-Generaal en de stadhouder. Ze stonden pal voor de protestantse religie en wilden nauwere handelsrelaties met Frankrijk.

## De Gouden Eeuw en de Fransen
Tijdens de 16e en 17e eeuw heeft Zeeland, evenals Holland, een grote bloeiperiode doorgemaakt. Een aantal Zeeuwse handelssteden (zoals Middelburg, Vlissingen, Veere en Zierikzee) speelden toen een significante rol in de Lage Landen. Middelburg was tot het einde van de 16e eeuw de grootste koopstad van de Noordelijke Nederlanden (Republiek der Zeven Verenigde Nederlanden). Tot en met het derde kwart van de 17e eeuw was het zelfs met 27.000 à 30.000 inwoners de vijfde stad van het land, vóór Den Haag en Utrecht.

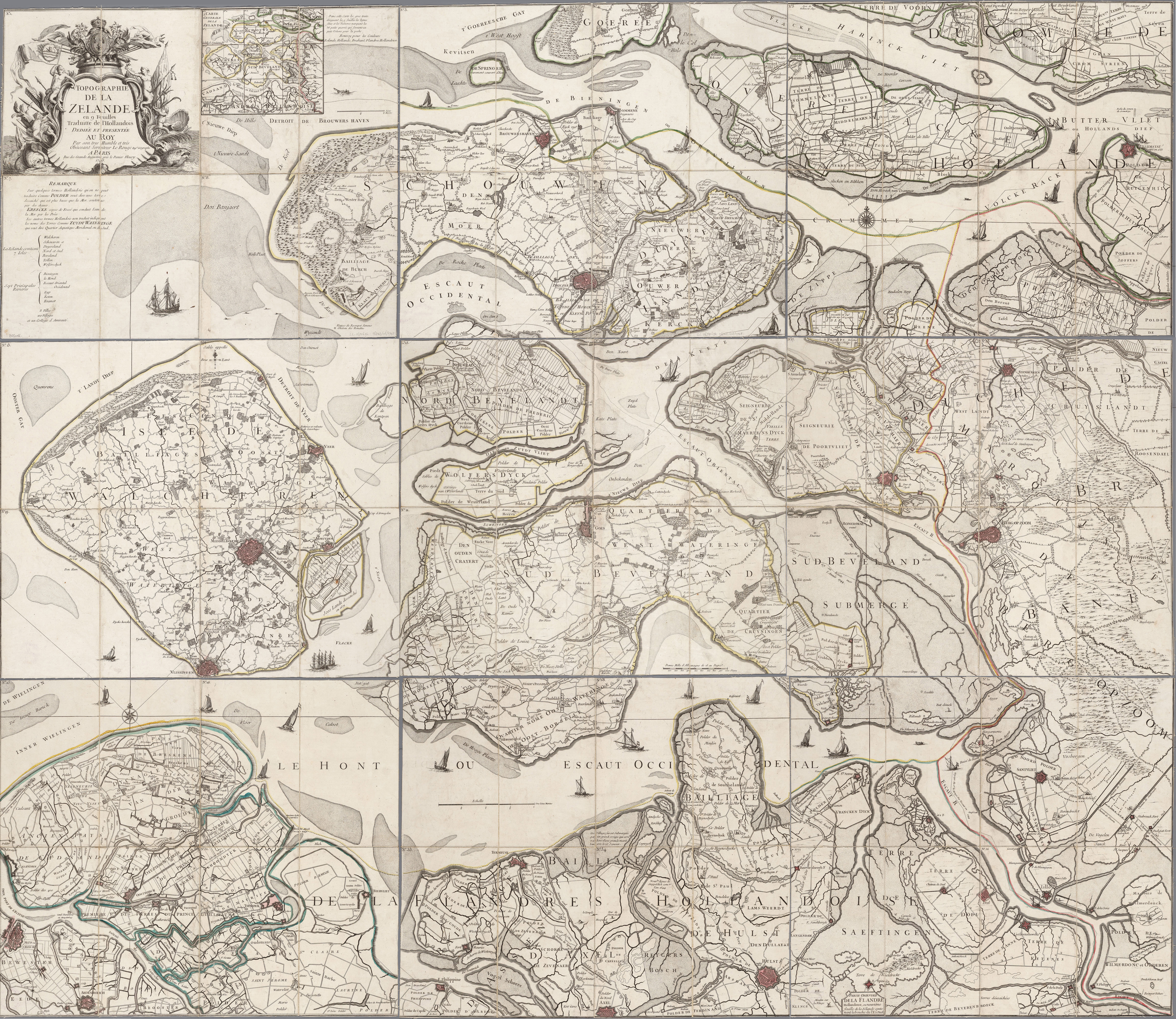
Wandkaart van Zeeland 1748

Na Amsterdam was Middelburg, tot het laatste kwart van de 17e eeuw, de grootste havenstad van de Republiek. In Middelburg was de Admiraliteit van Zeeland gevestigd. Als stad van de Verenigde Oostindische Compagnie had Middelburg met de (VOC) Kamer van Zeeland half zoveel macht als de (VOC) Kamer van Amsterdam; Middelburg was echter even belangrijk als de andere vier VOC-kamers Delft, Enkhuizen, Hoorn en Rotterdam bij elkaar. De VOC werd door de vertegenwoordigers van deze Kamers (de Heeren XVII) afwisselend, bestuurd vanuit Amsterdam en Middelburg. De vergaderingen van de Heren XVII werden eerst twee en later drie keer per jaar gehouden. Deze vergaderingen vonden zes jaar achtereen in Amsterdam en daarna twee jaar in Middelburg plaats. Van de in totaal 1772 VOC-schepen, die tussen 1602 en 1795 van stapel liepen, werden er 336 op de Middelburgse werven gebouwd.
Middelburg had ook - naast Amsterdam, Rotterdam, Hoorn en Groningen) een Kamer van de West-Indische Compagnie (WIC) met twaalf bewindsvoerders. De Kamer van de WIC van Zeeland richtte zich voornamelijk op de handel met de koloniën in Nederlands-Guiana. De Zeeuwse koopman Abraham van (de) Peere kreeg in 1627 van de WIC het patronaatschap van de kolonie Berbice; dit gaf hem rechten om aan de Berbice-rivier een kolonie te stichten en te exploiteren.
In de 18e eeuw nam de welvaart, onder andere door de overheersing van Napoleon, in Zeeland af. Door de Franse tijd (1795-1813) werd de handel grotendeels stopgezet. Alleen landbouw was in die tijd nog volop mogelijk. In 1795 had Middelburg ongeveer evenveel inwoners als Haarlem en Groningen en was met 20.146 zielen (na de reeds genoemde steden Amsterdam, Rotterdam, Den Haag, Utrecht en Leiden) nog de achtste stad van Nederland. Zierikzee was in 1795 met 6086 inwoners de tweede stad van Zeeland. De andere belangrijke Zeeuwse steden waren Vlissingen, Goes en Veere met, in genoemd jaar, respectievelijk: 5691, 3711 en 1860 inwoners. Begin 19e eeuw verlieten de Fransen het gebied weer. De steden waren verpauperd. Veel bouwwerken werden in de 19e eeuw gesloopt.

## 19e en begin 20e eeuw

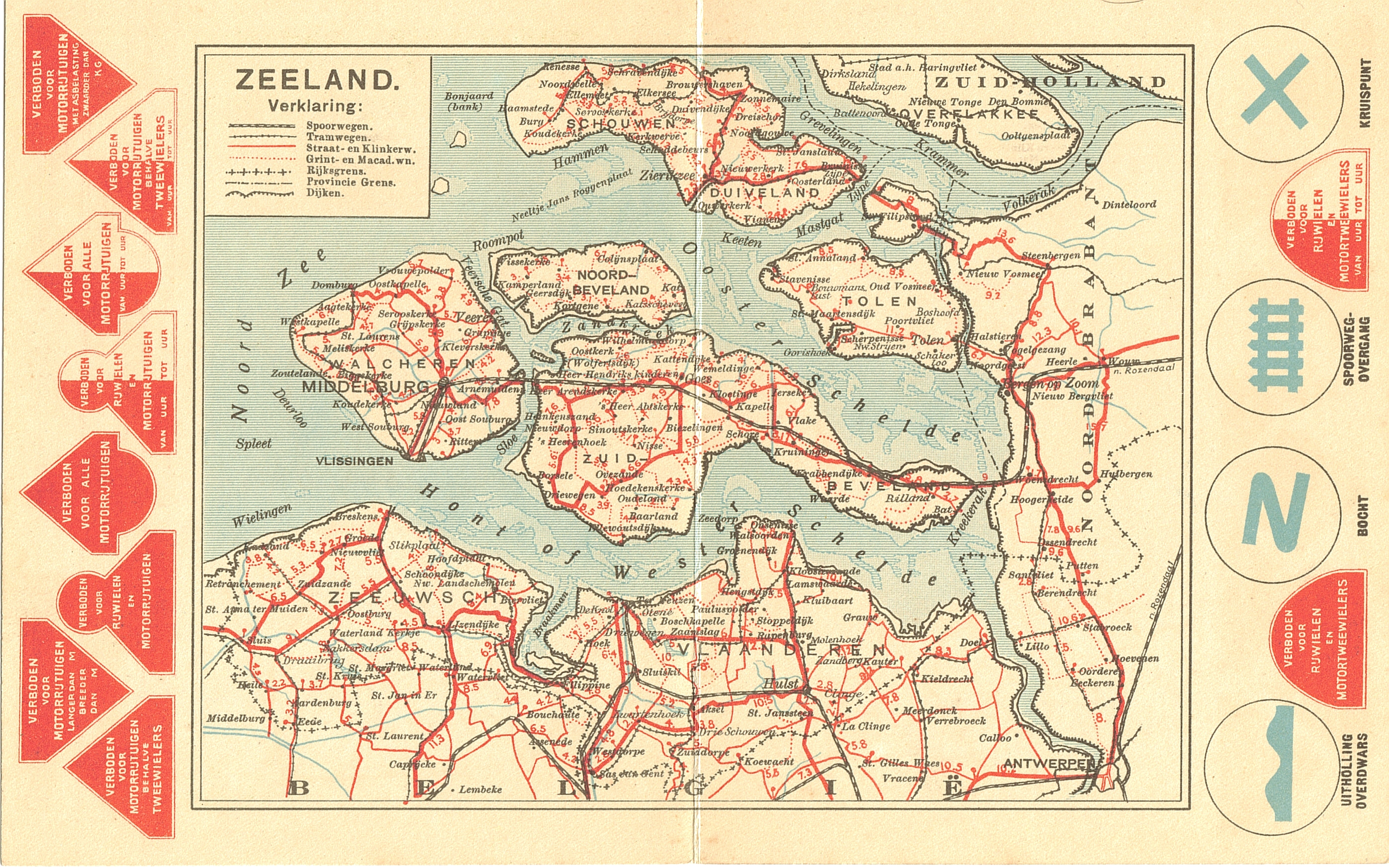
Zeeland 1929

Op 29 maart 1814 werd het grondgebied van de provincie Zeeland voor het eerst onder één 
bestuur samengevoegd. Op 19 juli van hetzelfde jaar werd het besluit van kracht dat Staats-Vlaanderen bij Zeeland werd gevoegd. Vanaf dan heette het gebied Zeeuws-Vlaanderen. 
De uitvinding in Frankrijk van Garancine, een concentraat van meekrap, dwong de Zeeuwse boeren tot een modernisering van de meekrapteelt. Maar toen vijftig jaar later in Duitsland een procedé werd ontwikkeld om de rode kleurstof alizarine langs chemische weg te fabriceren, was het gedaan met de meestoven. De boeren stapten over op een nieuw product: de suikerbiet.
In 1868 reed de eerste trein door Zeeland, namelijk op de spoorlijn van Bergen op Zoom naar Goes. De lijn werd 5 jaar later uitgebreid naar Vlissingen, Spoorlijn Roosendaal - Vlissingen. Er werden kanalen gegraven, en er werd een grote haven opgezet in Vlissingen. De overheid probeerde met deze ingrepen de handel weer op gang te brengen. Door de oprichting van de scheepsbouwmaatschappij "De Schelde" ontstond er veel werkgelegenheid. In 1928 werd een brug aangelegd van het eiland Tholen naar Noord-Brabant. Ook werden er tramlijnen aangelegd op Walcheren en later in Zeeuws-Vlaanderen en op Schouwen.
De Eerste Wereldoorlog is voor Nederland niet belangrijk geweest. Alleen in Zeeland zijn er 2 bombardementen geweest, die in de moderne geschiedenis eigenlijk vrij onbekend zijn. Het gaat om bombardementen op onder andere Goes en Zierikzee, die per ongeluk zijn gebeurd door een Brits vliegtuig. In Zeeland kwam hierbij het gezin Leijdecker met hun pleegkind om het leven en waren er diverse zwaargewonden. Aan Zierikzee werd, na enig getouwtrek, een schadevergoeding betaald van bijna 100.000 gulden.

## Tweede Wereldoorlog
Na de capitulatie van Nederland werd de strijd in Zeeland voortgezet omdat Franse troepen er in strijd waren met Duitse eenheden. Op 15 mei begon de Duitse opmars door Midden- en Noord-Zeeland en eindigde bij de capitulatie op 17 mei. Ter ondersteuning van hun terugtocht werd de binnenstad van Middelburg die dag door Frans marinegeschut in brand geschoten. Honderden panden, waaronder talrijke onvervangbare monumenten gingen verloren. Een dag later, op 18 mei werden alle schepen in de haven van Breskens door Franse troepen tot zinken gebracht, waaronder alle vissersboten en de vier provinciale veerboten. In Zeeuws-Vlaanderen ging de strijd verder omdat ook hier Franse troepen en later Belgische troepen de Duitse opmars poogden te stuiten. De vijandelijkheden duurde van 19 tot en met 27 mei. Vlissingen werd tijdens de bezettingsjaren de meest gebombardeerde stad van Nederland.
De joodse inwoners van Zeeland werden in een grote operatie van de Sicherheitspolizei per trein afgevoerd naar Amsterdam, waar ze in het Judenviertel hun lot moesten afwachten. Via Kamp Westerbork werden ze op transport gesteld naar de Poolse vernietigingskampen.
In oktober 1944 bombardeerden de geallieerden tijdens de strijd om Walcheren, meerdere keren de Walcherse zeedijken. Tijdens de inundatie van Walcheren verdronken veel mensen en dieren en nog jaren daarna werd veel misère ondervonden. Tijdens zware gevechten in West-Zeeuws-Vlaanderen van 13 september tot 3 november 1944 werden, behoudens Groede als rodekruisdorp, nagenoeg alle dorpen door Canadees en Engels geschut en door (jacht)bommenwerpers volledig verwoest. Schouwen-Duiveland bleef tot 1945 bezet.

## Watersnood
Zeeland kende vele watersnoden in zijn geschiedenis. Door de Tweede Wereldoorlog lag bijna de hele provincie in puin. Nadat vrijwel alles weer was opgebouwd, vernielde de Watersnood van 1953 opnieuw vrijwel de hele provincie. Er vielen door een combinatie van springtij en storm 1836 doden, waarvan 873 in Zeeland. Schouwen-Duiveland, Tholen en Sint Philipsland stonden vrijwel geheel onder water, ook op de andere Zeeuwse eilanden braken dijken door.
Na de ramp werden de Deltawerken aangelegd. Aanvankelijk werd besloten om alle Zeeuwse zeearmen, met uitzondering van de Westerschelde, af te dammen middels een dichte dam. Over de afsluiting van de Oosterschelde ontstond veel kritiek, en uiteindelijk werd hier gekozen voor een stormvloedkering. Deze Oosterscheldekering kwam gereed in 1986. Door de Deltawerken werd Zeeland veel beter bereikbaar, en nam het toerisme flink toe.

## Recente geschiedenis
In 1965 was de Zeelandbrug gereed, een brug die Schouwen-Duiveland met Noord-Beveland verbindt. Het was enige tijd de langste brug van Europa. Zuid-Beveland en Zeeuws-Vlaanderen worden sinds 2003 verbonden door de 6600 m lange Westerscheldetunnel. De veerdiensten over de Westerschelde werden daardoor opgeheven.
Zeeland is een van de dunst bevolkte provincies van Nederland. In de 21e eeuw is de vergrijzing sterk toegenomen.